# Paradiphascon manningi
Genre
Espèce
Paradiphascon manningi, unique représentant du genre Paradiphascon, est une espèce de tardigrades de la famille des Isohypsibiidae. 

## Distribution
Cette espèce est endémique d'Afrique du Sud.

## Description
Paradiphascon manningi mesure de 218 à 770 µm.

## Taxinomie
Ce genre a été déplacé des Hypsibiidae aux Isohypsibiidae par Bertolani, Guidetti, Marchioro, Altiero, Rebecchi et Cesari en 2014.

## Étymologie
Cette espèce est nommée en l'honneur de John Manning.

## Publication originale
- Dastych, 1992 : Paradiphascon manningi gen. n. sp. n., a new water-bear from South Africa, with the erecting of a new subfamily Diphasconinae (Tardigrada). Mitteilungen aus dem Hamburgischen Zoologischen Museum und Institut, vol. 89, p. 125-139 (texte intégral).